# Alvares (Góis)
Alvares es una freguesia portuguesa del concelho de Góis, con 98,66 km² de superficie y 1.007 habitantes (2001). Su densidad de población es de 10,2 hab/km².